# Tir als Jocs Olímpics d'estiu de 2008 – Rifle 3 posicions 50 metres femení
La competició de Rifle 3 posicions 50 metres femení als Jocs Olímpics d'Estiu de 2008 es va disputar el 14 d'agost al Saló de Tir de Pequín.

## Rècords
Abans d'aquesta competició, el rècord mundial i olímpic existents eren els següents:

### Qualificació
| Rècord mundial | Sonja Pfeilschifter | 594 | Múnic, Alemanya       | 28 de maig de 2006   |
| Rècord olímpic | Renata Mauer        | 589 | Atlanta, Estats Units | 24 de juliol de 1996 |

### Final
| Rècord mundial | Sonja Pfeilschifter | 698,0 (594 + 104,0) | Múnic, Alemanya | 28 de maig de 2006 |
| Rècord olímpic | Lioubov Galkina     | 688,4 (587 + 101,4) | Atenes, Grècia  | 20 d'agost de 2004 |

## Final
| Pos. | Nom                        | Cal. | 1    | 2    | 3    | 4    | 5    | 6    | 7    | 8    | 9    | 10   | Final | Total | Notes |
| ---- | -------------------------- | ---- | ---- | ---- | ---- | ---- | ---- | ---- | ---- | ---- | ---- | ---- | ----- | ----- | ----- |
| 1    | R.P. de la Xina Du Li      | 589  | 8,7  | 10,3 | 10,4 | 9,8  | 9,9  | 10,8 | 10,0 | 10,1 | 10,8 | 10,5 | 101,3 | 690,3 | RO    |
| 2    | Txèquia Kateřina Emmons    | 586  | 10,7 | 10,1 | 10,7 | 10,6 | 9,7  | 10,6 | 10,0 | 9,5  | 9,6  | 10,2 | 101,7 | 687,7 |       |
| 3    | Cuba Eglis Yaima Cruz      | 588  | 10,3 | 10,1 | 9,3  | 10,0 | 10,5 | 10,2 | 9,0  | 10,0 | 10,7 | 9,5  | 99,6  | 687,6 |       |
| 4    | Rússia Lioubov Galkina     | 585  | 10,5 | 10,1 | 10,2 | 9,9  | 10,7 | 10,5 | 9,1  | 10,4 | 10,7 | 10,3 | 102,4 | 687,4 |       |
| 5    | Estats Units Jamie Beyerle | 586  | 10,5 | 9,5  | 10,4 | 10,2 | 10,6 | 9,9  | 10,3 | 10,2 | 10,6 | 8,7  | 100,9 | 686,9 |       |
| 6    | Kazakhstan Olga Dovgun     | 588  | 9,9  | 10,0 | 10,5 | 9,4  | 9,9  | 10,4 | 9,8  | 8,7  | 9,5  | 10,2 | 98,3  | 686,3 |       |
| 7    | Sèrbia Lidija Mihajlović   | 586  | 10,8 | 10,3 | 10,0 | 10,2 | 10,6 | 9,4  | 9,9  | 8,7  | 10,4 | 9,7  | 100,0 | 686,0 |       |
| 8    | R.P. de la Xina Wu Liuxi   | 585  | 10,1 | 9,5  | 10,7 | 10,2 | 9,8  | 9,8  | 10,3 | 10,7 | 9,9  | 9,9  | 100,9 | 685,9 |       |

RO: rècord olímpic